# Décès en 1191
Décès
- 1187
- 1188
- 1189
- 1190
- 1191
- 1192
- 1193
- 1194
- 1195

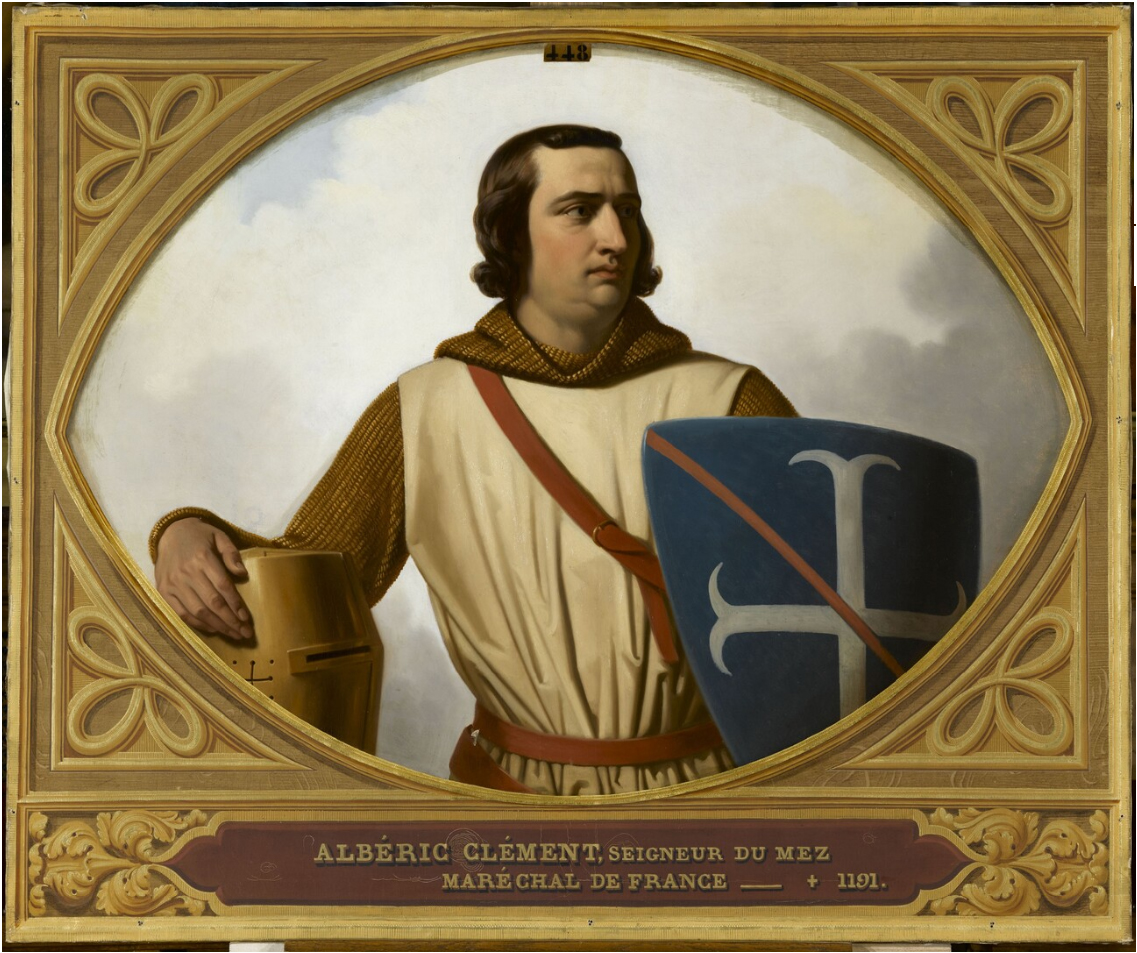
Albéric Clément, mort en 1191.

Cette page dresse une liste de personnalités mortes au cours de l'année 1191 :
- 20 janvier : 
  - Frédéric VI de Souabe, devant Acre[1].
  - Thibaut V de Blois (né en 1130).
- 19 février : Martin de Furmendi, bénédictin normand, dix-septième abbé du Mont Saint-Michel.
- 27 mars : Clément III, pape.
- 1er juin : Philippe d’Alsace, comte de Vermandois et de Valois, mort devant Acre[1].
- 3 juillet : Albéric Clément, premier maréchal de France.
- 29 juillet : Shihab al-Dîn Yahyâ ibn Habbash Sohrawardî, mystique et philosophe exécuté sur l’ordre du Sultan Salâh al-Dîn dans la citadelle d’Alep en Syrie.
- 5 août : Raoul de Zähringen, évêque de Mayence et prince-évêque de Liège.
- 13 août - Philipp I von Heinsberg, archevêque de Cologne , sous le siège de Naples
- 7 septembre : Jacques Ier d'Avesnes, seigneur d'Avesnes, de Condé, de Guise, Leuze et de Landrecies.
- 9 septembre : Conrad II de Bohême, margrave de Moravie puis duc de Bohême, mort de la peste au siège de Naples.
- 29 septembre : Maurice Duault, abbé de l'Langonnet puis fondateur de l'abbaye Notre-Dame de Carnoët.
- Novembre :  Raoul Ier de Coucy, sire de Coucy, seigneur de Marle, de La Fère, de Crécy (sur-Serre), de Vervins, de Pinon, de Landouzy (la-Ville), de Fontaine (lès-Vervins).
- Hiver 1190-1191 : Eracles d’Auvergne.
- 14 ou 15 décembre : Welf VI, duc de Spolète et marquis de Toscane.
- 26 décembre - Reginald Fitz Jocelin (en) , archevêque élu de Cantorbéry

- Agnès de Looz,  duchesse consort de Bavière.
- Al-Rakuniyya, poétesse andalouse.
- Astorg de Canillac, abbé de l'abbaye Saint-Victor de Marseille.
- Giovanni Barrata, cardinal italien.
- Adam Ier de Beaumont-Gâtinais, seigneur de Beaumont-du-Gâtinais, compagnon d'armes du roi d'Angleterre,  Richard Cœur de Lion, durant la Troisième croisade.
- Richard de Canville, chevalier croisé anglo-normand et gouverneur de Chypre.
- Jean de Chastenay, chevalier du duché de Bourgogne.
- Galéran V de Meulan, comte de Meulan, associé avec son père.
- Garnier de Naplouse, 10e supérieur de l'ordre de Saint-Jean de Jérusalem.
- Gautier Ophamil, archidiacre de Cefalù, doyen d'Agrigente et archevêque de Palerme
- Gérard II de Looz, comte de Looz et de Rieneck en Bavière.
- Gruffydd Maelor Ier prince de Powys du Nord.
- Guillaume V de Montferrat, marquis de Montferrat.
- Jean Ier d'Alençon, comte d’Alençon.
- Jean II d'Alençon, comte d’Alençon.
- Jean Ier de Ponthieu, comte de Ponthieu.
- Khosrô Malek, dernier sultan ghaznévide.
- Raoul Ier de Clermont, comte de Clermont.
- Raoul de Varneville, évêque de Lisieux, chancelier d'Henri II.
- Roger de Wavrin, évêque de Cambrai.
- Rotrou IV du Perche, comte du Perche.
- Shahab al-Din Sohrawardi, philosophe et mystique perse, fondateur de la philosophie illuminative.
- Shun'e, poète et moine bouddhiste.
- Thibaut V de Blois, comte de Blois, de Châteaudun et de Chartres.

## Crédit d'auteurs
- Cet article est partiellement ou en totalité issu de l'article intitulé « 1191 » (voir la liste des auteurs).